# Bahnhof Görden
Der Bahnhof Görden ist ein Haltepunkt der ehemaligen Brandenburgischen Städtebahn auf dem Stadtgebiet von Brandenburg an der Havel. Er wird im Regionalverkehr mit der Linie RB 51 zwischen Brandenburg Hauptbahnhof und Rathenow von der ODEG bedient.

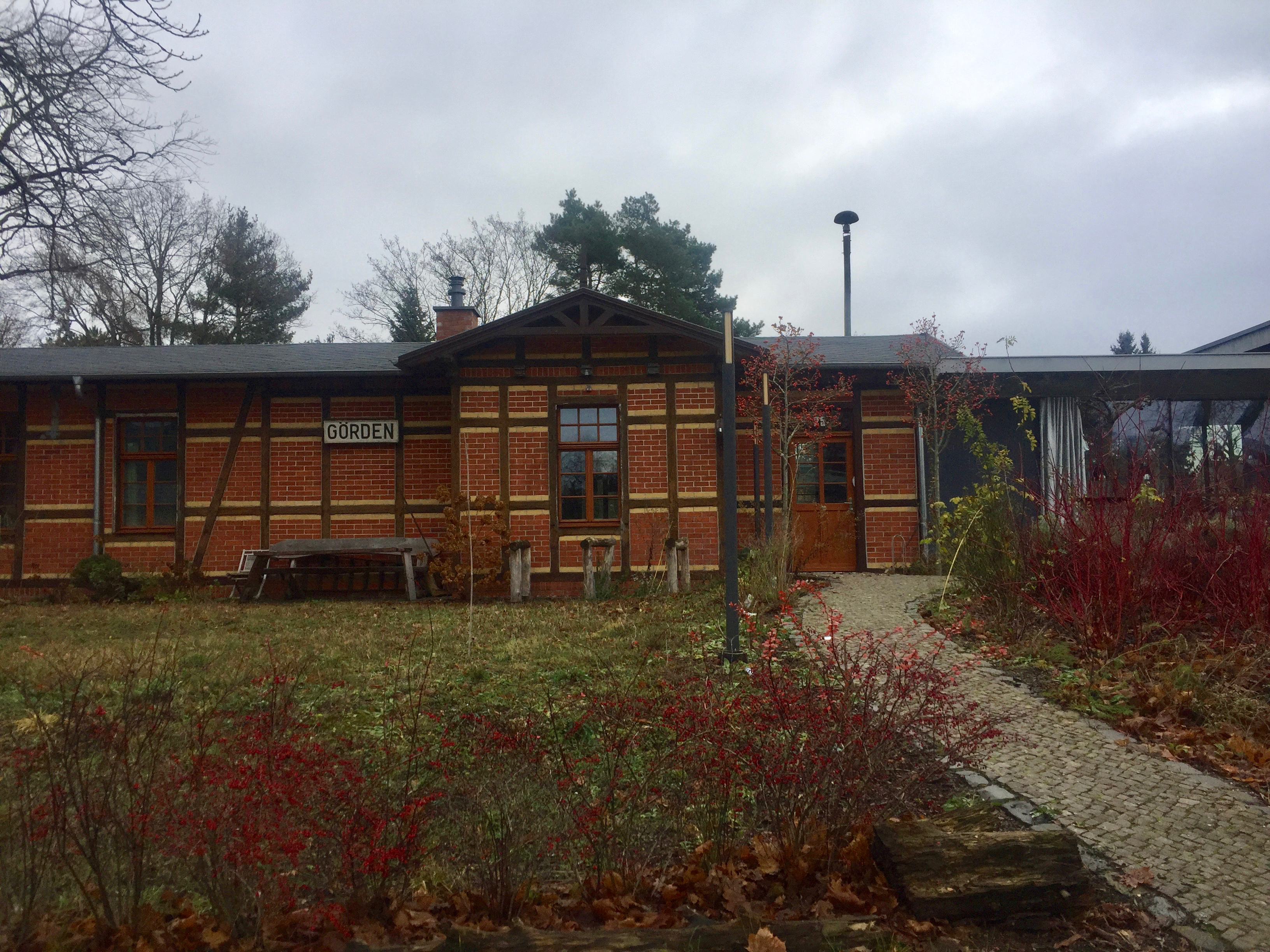
Straßenzugewandte Seite des ehemaligen Bahnhofgebäudes

## Geschichte
Mit der Eröffnung der Brandenburgischen Städtebahn zwischen Treuenbrietzen und Neustadt (Dosse) im Jahr 1904 entstand auch der Bahnhof in der Kolonie Görden außerhalb der historischen Alt- und Neustadt Brandenburgs. Das Bahnhofsgebäude war bereits im Jahr 1890 als Fachwerkhaus errichtet worden. Durch die im Jahr 1912 im Stadtteil eröffnete Straßenbahnlinie entstand etwa 200 Meter südlich des Bahnhofs ein Übergang zum städtischen Nahverkehr. Mit der Sanierung des Streckenabschnitts Brandenburg–Rathenow Nord in den Jahren 2003 bis 2005 wurde der Bahnsteig ca. 150 Meter Richtung Süden versetzt und damit ein nahezu direkter Übergang zum städtischen Bus- und Straßenbahnverkehr geschaffen. Das historische Empfangsgebäude des ursprünglichen Bahnhofs stammt aus der Erbauungszeit der Station. Es ist ein eingeschossiger Fachwerkbau, gegliedert durch zwei Risalitsegmente mit Dreiecksgiebeln. Ähnliche Typenbauten findet man an einer Reihe von anderen Stationen der Städtebahn, etwa in Dippmannsdorf-Ragösen oder Reckahn. Die Gebäude dieses Typs besitzen eine bebaute Grundfläche von 50 Quadratmetern mit Warte-, Dienst-, Güter- und Gepäckraum sowie einem Zimmer für den Stationsbeamten. Das Bahnhofsgebäude ist seit 2015 in Privatbesitz und wurde zum Wohnhaus umgebaut.

## Verkehr
Im Jahr 2021 fahren folgende Eisenbahn-, Bus- und Straßenbahn-Linien den Bahnhof an:
| Linie | Linienverlauf                                                                     | Verkehrsunternehmen |
| ----- | --------------------------------------------------------------------------------- | ------------------- |
| RB 51 | Brandenburg Hauptbahnhof – Brandenburg-Altstadt – Pritzerbe – Premnitz – Rathenow | ODEG                |
| 1     | Brandenburg Hauptbahnhof – Anton-Saefkow-Allee                                    | VBB                 |
| E     | Hohenstücken Nord – Bahnhof Kirchmöser                                            | VBB                 |